# Ili
Ili (kaz. Іле, Yle; ros. Или, Ili; chiń. 伊犁河, Yīlí Hé) – rzeka na obszarze bezodpływowym w Azji Środkowej, na terytorium Chin oraz Kazachstanu. Długość – 1439 km (624 km w Chinach, 815 km w Kazachstanie), powierzchnia zlewni – około 140 tys. km².

## Charakterystyka
Źródła Ili znajdują się na północnych stokach środkowej części pasma Tienszanu, skąd rzeka płynie na zachód. W górnym biegu (w Chinach) Ili przyjmuje dopływy Kunes He, Kax He i Tekes. W środkowym biegu, już w Kazachstanie, Ili przyjmuje lewobrzeżne dopływy Szaryn, Szylyk, Tałgar, Kaskeleng i Kurty, po czym przepływa przez zaporowy Zbiornik Kapszagajski. Następnie zmienia kierunek na północno-zachodni, wypływa z gór na Pogórze Kazachskie i przecina pustynię Taukum. Uchodzi deltą do jeziora Bałchasz w Kazachstanie.
Rzeka jest zasilana w sposób mieszany. Wiosenne wezbrania z topniejących śniegów przechodzi w całym dorzeczu niezbyt wysoko. W pierwszej połowie maja pojawia się szybkie i wysokie wezbranie z ulewnych deszczów. W pierwszej połowie czerwca poziom wód staje się najwyższy. Powodem jest topnienie pól śnieżnych i lodowców. Przepływ w czerwcu wynosi średnio 932 m³/s. Wysoki poziom wody jest też obserwowany w listopadzie (średnio 301 m³/s). Dla rzeki charakterystyczna jest duża długość wezbrania letniego. Jest to spowodowane różnymi rodzajami zasilania dopływów, które osiągają maksima w różnym czasie.

## Żegluga
Ili jest żeglowna od miasta Yining. Wody rzeki są wykorzystywane do nawadniania pól.

## Przyroda
Rzeka ma trzy wyraźne terasy:
- pierwsza z nich porośnięta jest wąską smugą tugajów (zarośla topolowo-wierzbowe na Pogórzu Kazachskim) z dużym udziałem oliwnika wąskolistnego i wierzby Salix songorica oplecionej przez powojnik wschodni. Pod nimi rozwija się piętro berberysu Berberis integerrima, wiciokrzewu sinego, słoniszu srebrzystego, znaczących rozmiarów wiechliny łąkowej i lukrecji chińskiej. Ponad tugajami istnieją łąki zalewowe trzcinowo-zielne i zielno-trzcinnikowe o średniej wysokości 1-1,5 metra,
- druga ma szerokość kilku kilometrów i zajęta jest przez suche łąki zielne, trzcinnikowe, bylicowe, turzycowe i lukrecjowe, których zagłębienia wypełnione są przez zabagnione łąki z trzciną, a powyżej nich rosną zarośla sołonczakowe z Aeluropus littoralis (czerwietlicą),
- trzecia nie jest nawiedzana przez powodzie i pokrywają ją zbiorowiska bylicowe, solanki (Nitraria schoberi, Halocnemum strobilaceum) i tamaryszki (Tamarix hispida)[1].

Delta rzeki (z silną gospodarka irygacyjną) porośnięta jest m.in. roślinami włóknodajnymi, np. Apocynum lancifolium.

## Kultura
W pobliżu Kapszagaju, na znajdujących się tuż przy rzece skałach, można odnaleźć ryty skalne przedstawiające Buddę, z VIII wieku n.e.
Główne miasta nad rzeką to Kujgan (u ujścia), Bakanas, Kapszagaj (nad Zbiornikiem Kapszagajskim), Qapqal i Yining. W dorzeczu Ili znajduje się około 22 tysięcy jezior o łącznej powierzchni 876 km².